# Ромоданівська селищна рада
Ромоданівська селищна рада — орган місцевого самоврядування в Миргородському районі Полтавської області з центром у смт Ромодан. Окрім смт Ромодану, раді підпорядковані населені пункти:
1. с. Величківка
2. с. Конюшеве
3. с. Новооріхівка
4. с. Ромодан
5. с. Сотницьке
6. с. Шарківщина

## Влада
Загальний склад ради — 20
Селищні голови (голови селищної ради)
- Верещака Олександр Олександрович[1]

31.10.2010 — зараз